# 63 Batalion Łączności
63 batalion łączności – samodzielny pododdział  łączności ludowego Wojska Polskiego i okresu transformacji ustrojowej.
Sformowany w 1951 w strukturze 20 Dywizji Zmechanizowanej. Stacjonował w garnizonie Szczecinek. W 1994 przekształcony w 2 batalion dowodzenia.

## Formowanie i zmiany organizacyjne
Na podstawie rozkazu Ministra Obrony Narodowej nr 0044/Org. z 17 maja 1951 sformowany został 63 batalion łączności w Szczecinku w strukturze 20 Dywizji Zmechanizowanej.
Stan etatowy batalionu wynosił 205 żołnierzy i 3 pracowników cywilnych. Składał się z dowództwa i sztabu, stacji szyfrowej, kompanii radiowej, kompanii telefoniczno-telegraficznej, plutonu łączności TSD, Wojskowej Stacji Pocztowej, plutonu remontowego, plutonu zabezpieczenia oraz plutonu medycznego.
Po przekształceniu dywizji w pancerny związek taktyczny, pozostał w jej strukturze. W 1967 batalion przejął tradycje 10 szwadronu łączności 1 Warszawskiej Brygady Kawalerii.
W październiku 1989 została rozwiązana 2 Warszawska Dywizja Zmechanizowana z Nysy, a 20 Warszawska Dywizja Pancerna została przeformowana w dywizję zmechanizowaną i wraz z podległymi oddziałami przejęła numer i tradycje nyskiej dywizji. 63 batalion łączności został przemianowany na 48 batalion łączności i przejął jego tradycje.

## Struktura organizacyjna
Dowództwo i sztab
- stacja szyfrowa
- kompania radiowa
  - pluton wozów dowodzenia
  - 1 pluton radiowy
  - 2 pluton radiowy
- kompania telefoniczno – telegraficzna
  - pluton transmisji informacji
  - pluton radioliniowo – kablowy
  - pluton łączności wewnętrznej i zasilania
- pluton łączności TSD
- Wojskowa Stacja Pocztowa
- pluton remontowy
- pluton zaopatrzenia
- pluton medyczny